# 沈廷文
沈廷文（？—？），字原蘅，号元洲。浙江秀水人。

## 生平
清康熙二十七年（1688年）状元。授翰林院修撰。康熙三十三年（1694年）任会试册考官。